# Protium polybotryum
Protium polybotryum là một loài thực vật có hoa trong họ Burseraceae. Loài này được (Turcz.) Engl. miêu tả khoa học đầu tiên năm 1874.